# Citrullus
Citrullus é um género botânico pertencente à família Cucurbitaceae.

## Espécies
- Citrullus colocynthis
- Citrullus ecirrhosus
- Citrullus lanatus
- Citrullus naudinianus

1. ↑  «Citrullus — World Flora Online». www.worldfloraonline.org. Consultado em 19 de agosto de 2020